# Adam Irigoyen
Adam Irigoyen (Miami, Florida, 1997. augusztus 5. –) amerikai színész, énekes, rapper és táncos. 
Legismertebb szerepe Deuce Martinez az Indul a risza! című szituációs komédiában.

## Élete

### Színészi pályája
Színészi karrierjét 11 évesen kezdte, reklámokban való megjelenésekkel, majd vendégszerepet kapott a Disney Channel Emmy-díjnyertes Varázslók a Waverly helyből című sorozatában, később jelentkezett a Disney Indul a risza! 2010-ben induló sorozatára, ahol megkapta Deuce Martinez szerepét. 2015-ben szerepelt a The Last Ship című sorozatban.

### Magánélete
Miamiban született és ott is élt egészen tizenegy éves koráig, majd a dél-kaliforniai Los Angelesbe költözött édesanyjával, Annie-vel – aki általános iskolai tanár –, édesapjával, Erickel – aki szintén pedagógus – és öccsével, Jake-kel. A szülei kubai származásúak.

## Filmográfia

### Film
| Év   | Magyar cím | Eredeti cím             | Szerep       | Magyar hang |
| ---- | ---------- | ----------------------- | ------------ | ----------- |
| 2017 |            | The Scorpion's Tale     | gyerek       |             |
| 2015 |            | Underdog Kids           | Wyatt Jones  |             |
| 2015 |            | Growing Up and Down     | Pete         |             |
| 2013 |            | The Garcias Have Landed | Elvis Garcia |             |

### Televízió
| Év        | Magyar cím                  | Eredeti cím              | Szerep             | Megjegyzések                           |
| --------- | --------------------------- | ------------------------ | ------------------ | -------------------------------------- |
| 2020      | A távolban                  | Away                     | Isaac Rodriguez    | mellékszereplő                         |
| 2019–2020 | Veszélyes Henry             | Henry Danger             | Brandon            | 2 epizód                               |
| 2019      | A Rezidens                  | The Resident             | Eric Teter         | 1 epizód magyar hangja Berkes Bence    |
| 2016      | K.C., a tinikém             | K.C. Undercover          | Tony Tolentino Jr. | 1 epizód                               |
| 2016–2018 |                             | The Fosters              | Kyle Snow          | 6 epizód                               |
| 2016      | Gyilkos ügyek               | Major Crimes             | Jesus Marquez      | 2 epizód                               |
| 2015      | Amerika Huangjai            | Fresh Off The Boat       | Brendan            | 1 epizód                               |
| 2015–2018 | Az utolsó remény            | The Last Ship            | Ray                | mellékszereplő                         |
| 2014      | Az élet csajos oldala       | 2 Broke Girls            | Hector             | 1 epizód magyar hangja Baráth István   |
| 2011      |                             | Peter Punk               | Tito Punk          | 2 epizód                               |
| 2011      | Sok sikert, Charlie!        | Good Luck Charlie        | Deuce Martinez     | 1 epizód                               |
| 2010–2013 | Indul a risza!              | Shake It Up!             | Deuce Martinez     | főszereplő magyar hangja Baráth István |
| 2009      | Varázslók a Waverly helyből | Wizards of Waverly Place | új lelkiismeret    | 1 epizód                               |